# Mon frère (film, 1998)
Pour les articles homonymes, voir Mon frère.
Pour plus de détails, voir Fiche technique et Distribution.
Mon frère (Così ridevano) est un film italien de Gianni Amelio qui a remporté le Lion d'or à la Mostra de Venise en 1998.

## Synopsis
Così ridevano (Ainsi, ils riaient) est divisé en six chapitres : Arrivi, Inganni, Soldi, Lettere, Sangue et Famiglie. Six volets correspondant à six années (de 1958 à 1964). Le protagoniste principal est un immigré sicilien venu retrouver son frère, Pietro, à Turin. Un récit d'immigration(s) mais surtout une histoire d'amour entre frères.

## Fiche technique
- Titre : Mon frère
- Titre original: Così ridevano
- Réalisateur : Gianni Amelio
- Scénario : Gianni Amelio, Daniele Gaglianone, Lillo Iacolino, Alberto Taraglio
- Photographie : Luca Bigazzi
- Décors : Giancarlo Basili
- Montage : Simona Paggi
- Musique : Franco Piersanti
- Chansons : Perez Prado, Marco Testa, Neil Sedaka, Charles Trenet, Eydie Gormé, Mina, Paul Anka
- Production : Vittorio Cecchi Gori, Rita Rusic
- Maisons de production : Cecchi Gori Group
- Pays d'origine : Italie
- Langue : italien
- Durée : 124 minutes
- Genre : Drame
- Date de sortie : 
  - Italie : 2 octobre 1998
  - France : 31 mars 1999

## Distribution
- Enrico Lo Verso : Giovanni Scordia
- Fabrizio Gifuni : Pelaia, l'éducateur
- Francesco Giuffrida : Pietro Scordia
- Renato Liprandi : l'appariteur turinois
- Calogero Caruana, Roberto Marzo, Davide Negro, Giorgio Pittau, Pasqualino Vona, Giuseppe Zarbano : les amis de Giovanni
- Patrizia Marino : la femme de Giovanni
- Giuseppe Sangari : le fils de Giovanni

## Commentaire
Récompensé de la plus haute distinction à la Mostra de Venise 1998, le film fut diversement reçu par la critique. L'écrivain chilien Luis Sepulveda, membre d'un jury présidé par Ettore Scola, exprima ce point de vue : « Quand on voit un film de la valeur de Così ridevano, il est difficile d'être membre d'un jury parce que l'émotion, justement, ne peut que l'emporter sur toute froide impartialité de juré. Le film de Gianni Amelio est intelligent et poétique ; il offre des scènes inoubliables qui entreront dans la mémoire universelle du cinéma. [...] Così ridevano est une implacable condamnation de cette globalisation qui prétend imposer un modèle unique d'individu, d'ordre, de conduite sociale. C'est une ardente défense de la culture des minorités. ».